# Daniel Solsona
Daniel Solsona Puig (Cornellá de Llobregat, Barcelona, España, 18 de enero de 1952), deportivamente conocido como Solsona, es un exjugador de fútbol español que se desempeñaba como centrocampista. Es conocido por su etapa como jugador del Espanyol y del Valencia.

## Trayectoria
Sus mejores años como jugador se dieron en el Real Club Deportivo Espanyol y en el Valencia Club de Fútbol. En este último alcanzó su mayores logros al ganar la Copa del Rey en 1979 y la Recopa de Europa en 1980.
En 1983, fichó por el Sporting Club de Bastia, un equipo francés. Posteriormente continuó su aventura francesa en el Stade Rennais Football Club y en el Racing Club de Pariís. 
En 1987 regresó a España para jugar en la Unió Esportiva Sant Andreu, último club antes de retirarse en 1990. Posteriormente, también fue secretario técnico del Real Club Deportivo Espanyol.
Como entrenador sólo ejerció en equipos de las categorías regionales o territoriales como en el Can Vidalet de Esplugas, el Sant Quirze, el Vilassar o el Vilanova. Además de ejercer una temporada como segundo entrenador de la Unió Esportiva Lleida, que dirigiría Paco Bonachera en Segunda B.
Por otra parte, su vinculación con el fútbol siguió como contertulio del programa de televisión La portería, de Betevé y como columnista en el diario deportivo As.
Actualmente es analista y comentarista radiofónico en RAC1.

## Selección nacional
Jugó siete partidos internacionales con la Selección de fútbol de España entre 1973 y 1981.

## Clubes
| Club                 | País    | Año       |
| -------------------- | ------- | --------- |
| R. C. D. Espanyol    | España  | 1970-1978 |
| Valencia C. F.       | España  | 1978-1983 |
| S. C. Bastia         | Francia | 1983-1986 |
| Racing Club de París | Francia | 1986      |
| Stade Rennais F. C.  | Francia | 1986-1987 |
| U. E. Sant Andreu    | España  | 1987-1990 |

## Palmarés

### Torneos nacionales
| Club           | País   | Título       | Año  |
| -------------- | ------ | ------------ | ---- |
| Valencia C. F. | España | Copa del Rey | 1979 |

### Torneos internacionales
| Club           | País   | Título              | Año  |
| -------------- | ------ | ------------------- | ---- |
| Valencia C. F. | España | Recopa de Europa    | 1980 |
| Valencia C. F. | España | Supercopa de Europa | 1980 |